# Ellendale, North Dakota
Ellendale là một thành phố quận lỵ quận Dickey tiểu bang Bắc Dakota, Hoa Kỳ. Thành phố này có diện tích km2, dân số là 1559 người theo điều tra dân số năm 2000. Ellendale được lập năm 1882. Thành phố có Cao đẳng Trinity Bible.